# Province de Huaytará
La province de Huaytará (en espagnol : Provincia de Huaytará) est l'une des sept  provinces de la région de Huancavelica, dans le centre du Pérou. Son chef-lieu est la ville de Huaytará.

## Géographie
La province couvre une superficie de 6 458,39 km2. Elle est limitée au nord par la province de Castrovirreyna, la province de Huancavelica et la province d'Angaraes, à l'est et au sud par la région d'Ayacucho, au sud et à l'ouest par la région d'Ica.

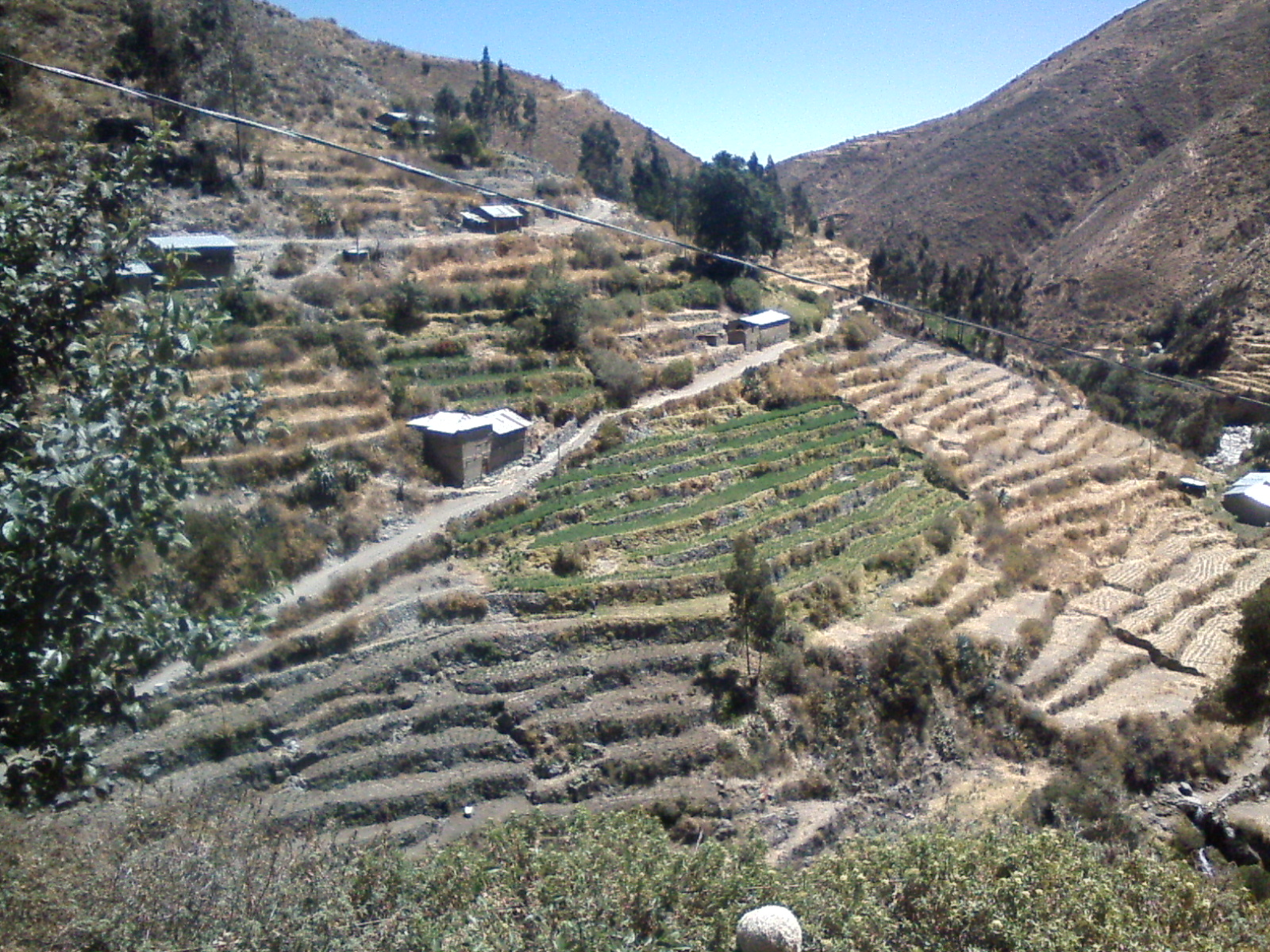
Province de Huaytará, Pérou

## Population
La population de la province s'élevait à 23 274 habitants en 2007.

## Subdivisions
La province de Huaytará est divisée en seize districts :
- Ayaví
- Córdova
- Huayacundo Arma
- Huaytará
- Laramarca
- Ocoyo
- Pilpichaca
- Querco
- Quito-Arma
- San Antonio de Cusicancha
- San Francisco de Sangayaico
- San Isidro
- Santiago de Chocorvos
- Santiago de Quirahuara
- Santo Domingo de Capillas
- Tambo